# Závodní cyklistika
Závodní cyklistika je jízda na jízdním kole se sportovním, zaměřením. K populárním sportovním soutěžím patří nejrychlejší zdolání tratě na dráze, silnici nebo v terénu.

## Vybrané světové závody

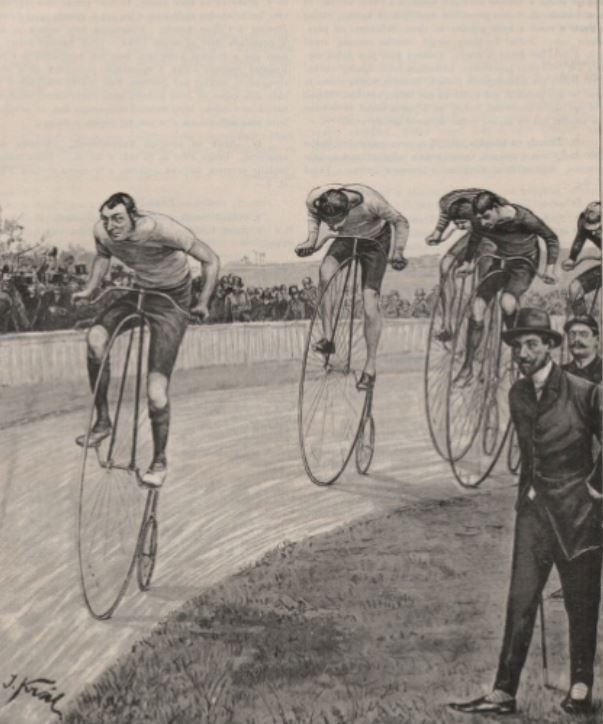
J. Král: Cyklistické závody (časopis Velocipedista, 1888)

| Etapový               | Jednodenní             | Poznámka             |
| Belgie                | Belgie                 | Belgie               |
| --------------------- | ---------------------- | -------------------- |
| ----                  | E3 Saxo Bank Classic   | Zdeněk Štybar 2019   |
| ----                  | Kolem Flander          |                      |
| ----                  | Lutych–Bastogne–Lutych |                      |
| Francie               |                        |                      |
| Tour de France        | Paříž–Nice             |                      |
| Critérium du Dauphiné | Paříž–Tours            |                      |
| Tour de l'Avenir      | Paříž–Roubaix          |                      |
| Itálie                |                        |                      |
| Giro d'Italia         | Giro di Lombardia      |                      |
| Tirreno–Adriatico     | Milán – San Remo       |                      |
| ----                  | Strade Bianche         | Zdeněk Štybar 2015   |
|                       |                        |                      |
| Nizozemsko            |                        |                      |
| ----                  | Amstel Gold Race       | Roman Kreuziger 2013 |
| Španělsko             |                        |                      |
| Vuelta a España       | ----                   |                      |
| Volta a Catalunya     | ----                   |                      |
| Švýcarsko             |                        |                      |
| Tour de Suisse        | ----                   | Roman Kreuziger 2008 |
| Tour de Romandie      | ----                   | Roman Kreuziger 2009 |

## Historie závodní cyklistiky
Historie cyklistiky je ve svých počátcích úzce spjata s vývojem jízdního kola. Tak jak se kolo vyvíjelo, zlepšovaly se jeho jízdní vlastnosti a rozšiřoval okruh aktivních jezdců, začaly se objevovat i první závody.
První závody na vysokých kolech se konaly roku 1868 na trase Paříž-Rouen. V roce 1893 byla založena světová federace (ICEA), která se roku 1900 transformovala na dnešní Světovou cyklistickou unii (UCI). Cyklistika je již od prvních her součástí olympijského programu.

### Závodní cyklistika v Česku
Časopis Českého klubu velocipedistů s názvem Velocipedista vzniknul již roku 1888. Od prvního ročníku informoval o cyklistických závodech konaných v českých zemích i v zahraničí, např. o závodech v Praze, konaných téhož roku (již čtvrtých v pořadí). Vydavatelem časopisu byl Josef Kohout (1863–1946); on i jeho bratři byli předními závodními cyklisty své doby.

## Druhy závodní cyklistiky

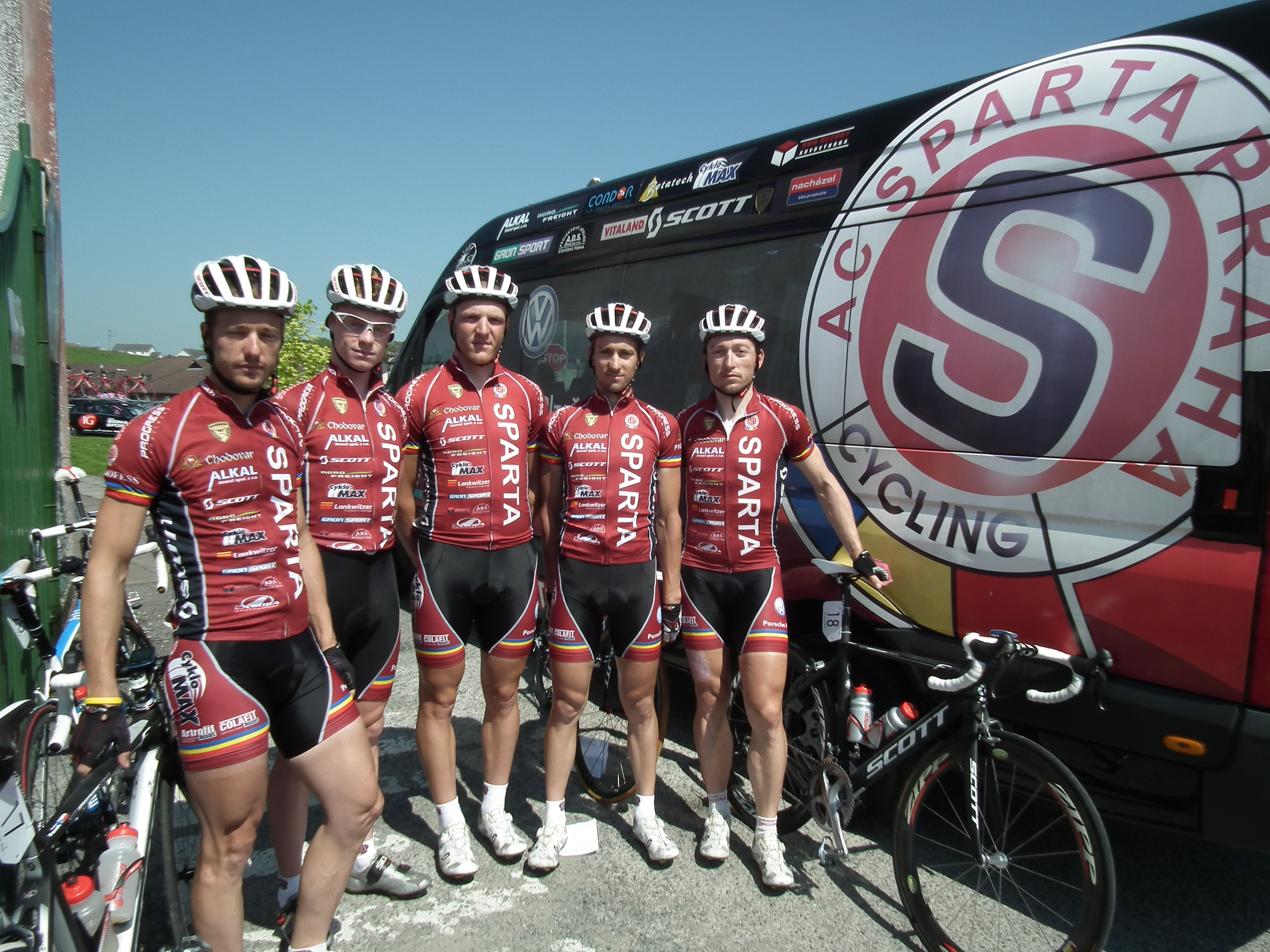
Jeden z profesionálních českých týmu

- rychlostní cyklistika
  - dráhová cyklistika
  - silniční cyklistika
- terénní cyklistika
  - BMX
  - biketrial
  - MTB (horská kola)
  - cyklokros
  - pumptrack
- sálová cyklistika
  - kolová
  - krasojízda

## České cyklistické týmy
- MG BIKE TEAM
- ATT Investments
- Express Tufo team Kolín
- FORCE TEAM JESENÍK
- Sportcomplex Břeclav
- Elkov Kasper Team

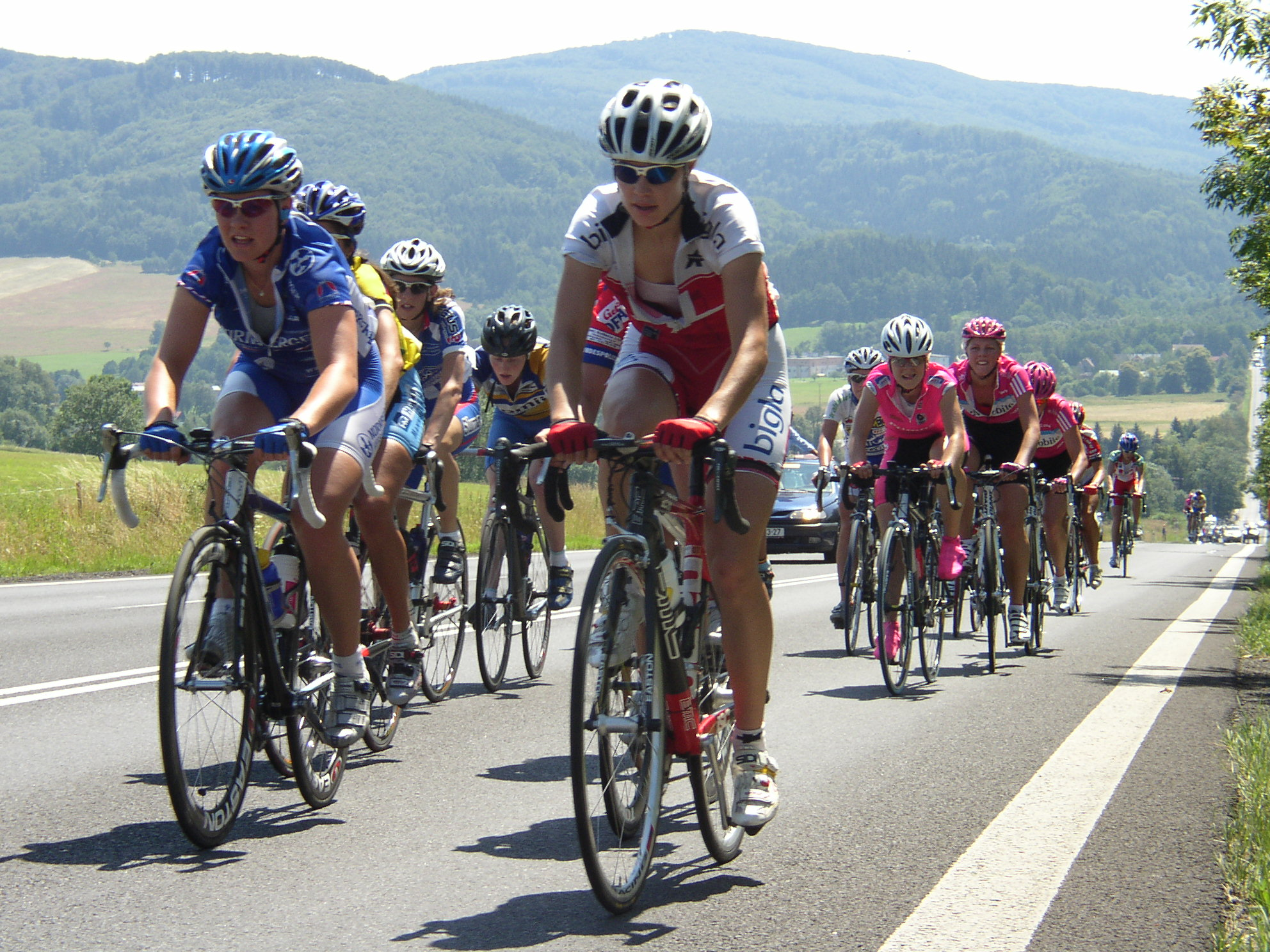
Peloton na ženském etapovém závodu Tour de Feminin

- Elkov Author (Whirlpool Author, Bauknecht Author)
- Topforex Lapierre (Lawi Author)
- CK Příbram Fany Gastro
- Dukla Praha
- Dukla Brno
- Favorit Brno
- SKC TUFO Prostějov
- SCM Kovo Praha
- SKP Duha Lanškroun
- AC Sparta Praha cycling
- FOCUS Cycling Znojmo
- KCK Zlín
- Max Cursor
- Remerx Merida team Kolín
- TJ Cykloprag
- KC KOOPERATIVA Jablonec nad Nisou
- ADASTRA cycling team